# June Brand
 June Brand, née le 19 février 2005 à Neuchâtel, est une  skieuse alpine française, championne du France de slalom géant et championne du monde juniors par équipe en 2025.

## Biographie
Elle a grandi avec ses parents et sa sœur à Neuchâtel (Suisse) et aurait pu opter de courir pour la Suisse mais elle a préféré représenter la France car elle a toujours skié à Châtel, où ses grands-parents possèdent un appartement. Elle entre au Ski-club de Châtel à l'âge de 6 ans.
En mars 2019, elle est vice-championne de France U14 (moins de 14 ans) de slalom géant aux Menuires.
Elle dispute sa première épreuve de coupe d'Europe à 16 ans en janvier 2022 sur le slalom géant d'Orcières-Merlette. En mars 2022, elle devient vice-championne de France U18 (moins de 18 ans) de super G et de combiné à Auron.
Elle intègre l'équipe de France relève à partir de la saison 2022-2023. En janvier 2023, elle participe à ses premiers championnats du monde juniors U21 (moins de 21 ans) à Saint-Anton, alors qu'elle n'a que 17 ans. Elle y prend la 19e place du super G. À la fin de ce même mois, elle prend part au Festival olympique de la jeunesse européenne à Tarvisio. Elle s'y classe 7e dans le slalom et 12e dans le géant. En mars 2023, elle est sacrée double Championne de France U18 de super G et de slalom géant aux Orres. Lors de ces mêmes championnats, elle est vice-championne de France U21 de descente et elle monte sur le podium des championnats de France Elite en se classant 3e de la descente.
Début janvier 2024, elle marque ses premiers points en coupe d'Europe en se classant 21e du slalom géant de Sestrières. En février elle dispute ses seconds championnats du monde juniors en France, mais dans les épreuves individuelles elle n'obtient pas mieux qu'une 18e place dans le super G. Le mois suivant, le 10 mars 2024, elle prend une fantastique seconde place sur le géant de coupe d'Europe d'Ål. Elle termine au 14e rang de la coupe d'Europe de slalom géant. Début avril, elle est sacrée championne de France de slalom géant U21 à Megève.
Le 26 octobre 2024, elle fait ses débuts en coupe du monde dans le géant de Sölden. Début décembre elle entame bien sa saison de coupe d'Europe avec une belle 2e place dans le premier géant de Zinal. La suite de la saison s'avère plus difficile. Elle dispute ses troisièmes championnats du monde juniors à Tarvisio. Elle y obtient son meilleur résultat en individuelle avec une 10e place dans le géant. Le 2 mars, avec l'équipe de France (Garance Meyer, Jonas Skabar et Arthur Heude) qui remportant la totalité des 16 manches disputées, elle devient championne du monde juniors par équipe, en remportant la totalité des 16 manches disputées. Ç'est la seconde fois que la France remporte ce titre. Elle termine la saison à la 13e place de la coupe d'Europe de slalom géant. Le 6 avril 2025 elle devient pour la première fois championne de France (élite) de slalom géant à Méribel, devant Clara Direz et Doriane Escané, et par la même occasion championne de France U21.
Le 12 mai 2025 à la surprise générale, elle annonce mettre fin à sa carrière à l'âge de 20 ans.

## Palmarès

### Coupe du monde
- 2 départs en slalom géant fin 2024

### Championnats du monde juniors
| Épreuve / Édition              | Descente | Super G | Slalom géant | Slalom | Combiné par équipe | Team event |
| Mondiaux 2023 Saint-Anton      | -        | 19e     | Ab           | -      | -                  | -          |
| Mondiaux 2024 Portes du soleil | Ab       | 18e     | Ab           | Ab     | Ab                 | 5e         |
| Mondiaux 2025 Tarvisio         | -        | 29e     | 10e          | Ab     | Ab                 | Or         |

### Coupe d'Europe
- 27 épreuves disputées (fin mars 2025)[14].
- Meilleur classement en slalom géant: 13e en 2024-2025[15].
- Meilleur classement général: 42e en 2024-2025[15].
- 3 tops-10 dont 2 podiums[16] :
  - 2e du géant d'Ål le 10 mars 2024,
  - 2e du géant de Zinal le 2 décembre 2024.

#### Classements
| Saison / Épreuve | Saison / Épreuve | Général | Général | Descente | Descente | Super G | Super G | Géant  | Géant  | Slalom | Slalom | Combiné | Combiné |
| ---------------- | ---------------- | ------- | ------- | -------- | -------- | ------- | ------- | ------ | ------ | ------ | ------ | ------- | ------- |
| Saison / Épreuve | Saison / Épreuve | Class.  | Points  | Class.   | Points   | Class.  | Points  | Class. | Points | Class. | Points | Class.  | Points  |
| 2023-2024        | 2023-2024        | 56e     | 132     | –        | –        | –       | –       | 14e    | 132    | –      | –      | –       | –       |
| 2024-2025        | 2024-2025        | 42e     | 190     | –        | –        | 80e     | 2       | 13e    | 188    | –      | –      | –       | –       |

### Festival Olympique de la Jeunesse Européenne
| Épreuve / Édition  | Super G | Slalom géant | Slalom |
| FOJE 2023 Tarvisio | Ab      | 12e          | 7e     |

### Championnats de France

#### Élite
| Édition / Epreuve                  | Descente | Super-G | Slalom géant | Slalom | Super combiné | Parallèle |
| ---------------------------------- | -------- | ------- | ------------ | ------ | ------------- | --------- |
| Championnats 2022 Auron            | 21e      | 21e     | ab.          | 16e    | -             | -         |
| Championnats 2023 Les Orres        | Bronze   | 6e      | 8e           | 12e    | -             | -         |
| Championnats 2024 Avoriaz / Megève | annulée  | 11e     | 7e           | 14e    | -             | -         |
| Championnats 2025 Méribel          | -        | ab.     | Or           | DNF2   | -             | -         |

#### Jeunes
5 titres de Championne de France.

##### Juniors U21 (moins de 21 ans)
2025 :
- Championne de France de slalom géant à Méribel

2024 :
- Championne de France de slalom géant à Megève

2023 aux Orres
- Championne de France de super G
- vice-championne de France de descente
- 3e des championnats de France de slalom géant

##### U18 (moins de 18 ans)
2023 : 
- Championne de France de super G aux Orres
- Championne de France de slalom géant aux Orres
- 3e des championnats de France de descente à Megève
- 3e des championnats de France de slalom aux Menuires

2022 à Auron:
- vice-championne de France de super G
- vice-championne de France de combiné
- 3e des championnats de France de descente

##### Benjamines U14 (moins de 14 ans)
2019 aux Menuires:
- vice-championne de France de slalom géant
- 3e des championnats de France de super G